# Torna-viatge

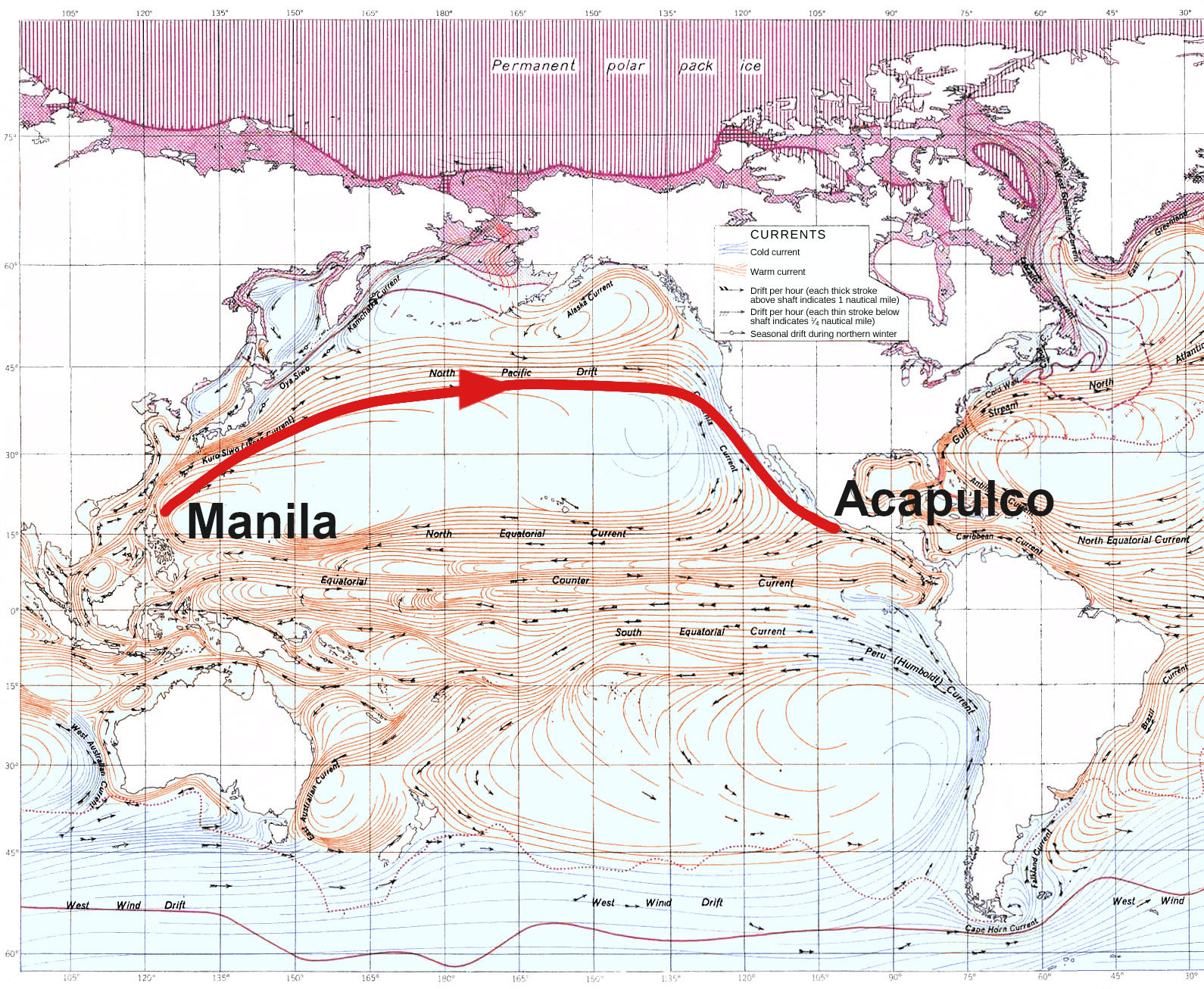
Ruta del tornaviatge de Manila, Filipines a Acapulco, Mèxic, Galí a 45° N (Urdaneta per sota de 39º)

El tornaviatge és, literalment, el «viatge de retorn». Entre els tornaviatges històrics més destacats hi ha el de Cristòfor Colom qui, aprofitant els vents alisis, a l'altura de les illes Canàries per al seu viatge cap al Nou Continent, sabia que, per la seva tornada comptaria amb el que, més tard, cap finals del segle xviii s'anomenaria corrent del Golf, encara que va ser documentat per primera vegada el 1513 per Antonio de Alaminos, el pilot de Juan Ponce de León, poc després de descobrir les costes de Florida.
| «                                                                                         | Quan en 1526 surt a la llum a Toledo el Sumari d'Història Natural de Gonzalo Fernández d'Oviedo, la primera Història Natural original que es va imprimir al món, feia ja trenta-tres anys que no cessaven d'arribar a Espanya vaixells procedents del Nou Món. No menys de trenta-cinc naus havien realitzat el tornaviatge en concloure l'any 1500, quan Colom rendia el seu tercer viatge. La pràctica totalitat d'elles portarien, com mostres, o com a provisions, productes vegetals d'origen americà. | » |
| — «La flora americana en la España del siglo XVI.» Antonio M. Regueiro y González-Barros. | |   |

D'altra banda, un cop descobert el nou continent, interessava descobrir la ruta marítima cap a l'est des del arxipèlag filipí fins a Amèrica, és a dir, en sentit contrari al del viatge emprès per Magallanes en la seva expedició, de 1519-1522, per trobar el pas per l'extrem meridional d'Amèrica.

## Laruta d'Urdaneta
L'anomenat tornaviatge d'Urdaneta, dut a terme més de 45 anys després del viatge de Magallanes per l'expedició liderada per Miguel López de Legazpi, acompanyat pel cosmògraf Andrés de Urdaneta, va suposar l'establiment de la ruta coneguda com el Galió de Manila, també conegut com el Galió de Acapulco o la Nao de la Xina, que va permetre portar a Europa, passant per Manila i Acapulco, i d'allà fins a Cadis i Sevilla, mitjançant la Flota d'Índies, mercaderies valuoses com sedes, porcellanes, te i altres productes exòtics dels països asiàtics. D'altra banda, de Mèxic i Perú s'enviava a les Filipines la plata necessària per proveir la Capitania General de les Filipines.
L'1 de juny de 1565, Andrés de Urdaneta va salpar, a bord de la nao San Pedro, de Cebú, rumb nord-est, cap al Japó, aprofitant el corrent de Kuroshio, (encara que agafant la part més lenta, la ruta més al nord seguida per Francesc Galí el 1582, per sobre dels 39ºN l'aprofita millor anant a parar prop de San Francisco on s'agafa el corrent de Califòrnia cap al sud) i a partir d'allà van navegar entre les latituds 30ºN i 39ºN fins al 18 de setembre, quan van albirar terra, l'illa de Santa Rosa, a la costa de Califòrnia, i des d'on van arribar al port d'Acapulco, seguint la costa, l'1 d'octubre de 1565, després d'un viatge de 7644 milles.
El 1813, les Corts de Cadis van decretar la supressió del Galió de Manila, decisió ratificada per Ferran VII l'any següent i l'any 1815 l'últim galió, el Sant Fernando -també conegut com el Magallanes- va salpar de Manila, tot i que la seva càrrega no va arribar a Sevilla perquè les autoritats de Mèxic havien requisat la seva mercaderia.